# Dombasle-en-Xaintois
Dombasle-en-Xaintois è un comune francese di 121 abitanti situato nel dipartimento dei Vosgi nella regione del Grand Est.

## Società

### Evoluzione demografica
Abitanti censiti